# Elysia pusilla
Elysia pusilla es una especie de pequeña babosa de mar, un molusco gasterópodo en la familia de los placobránquidos. 
Elysia pusilla se alimenta de la calcificada alga verde, Halimeda e incorpora los cloroplastos en su cuerpo. Se encuentra en aguas poco profundas en las regiones tropicales del Indo-Pacífico, donde la especie crece como anfitrión.

## Descripción
Elysia pusilla es una babosa marina cuando alcanza un tamaño de alrededor de 3 centímetros de largo. Su color y forma es un tanto parecido a la del alga sobre la que se está alimentando, el follaje más viejo se aplana y aparecen manchas de color verde pálido, el nuevo crecimiento fresco es una sombra brillante de color verde y en los brotes cilíndricos que a veces desarrollan, adopta una sección transversal más circular.